# غلين شوارتز
غلين شوارتز (بالإنجليزية: Glenn Schwartz)‏ هو موسيقي أمريكي، ولد في 20 مارس 1941، وتوفي في 2 نوفمبر 2018.

## وصلات خارجية
- غلين شوارتز على موقع ميوزك برينز (الإنجليزية)
- غلين شوارتز على موقع ديسكوغز (الإنجليزية)